# Corsia merimantaensis
Corsia merimantaensis ist eine blattgrünlose Pflanzenart aus der Familie der Corsiaceae. 

## Merkmale
Wie alle Arten der Gattung hat auch Corsia merimantaensis die Photosynthese aufgegeben und bildet dementsprechend kein Chlorophyll mehr. Stattdessen lebt sie myko-heterotroph von einem Pilz.
Corsia merimantaensis ist eine ausdauernde Pflanze, die nur zur Blütezeit oberirdisch wächst. Aus dem Rhizom sprießt dann ein bis zu 25 Zentimeter langer, zylindrischer Stängel. Das Blattwerk ist bis zu 20 Millimeter lang, spitz und fünfnervig. Die Tragblätter sind den Laubblättern gleich.
Die aufrechten Einzelblüten sind blasspurpurn mit dunkelpurpurnen Streifen, endständig und stehen an Blütenstielen, die 1,5 bis 2,5, als Fruchtstiel bis zu 4,5 Zentimeter lang und glatt sind. Von den sechs Blütenblättern (je drei Tepalen in zwei Blütenblattkreisen) sind fünf eiförmig-linealisch, stumpf, 10 bis 15 Millimeter lang und 1,5 bis 2 Millimeter breit, drei- bzw. fünfnervig und glatt. 
Das oberste sechste, das sogenannte Labellum, ist braun bis braunlila, herzförmig, zugespitzt, glatt und stark vergrößert (12 bis 18 Millimeter lang und 7 bis 10 Millimeter breit), sein Ansatz ist herzförmig. Von der Mittelrippe gehen sechs Seitenrippen zu jeder Seite ab. Der Kallus ist länglich-rund, 3 Millimeter lang und 1,2 Millimeter breit, mit zwei Spitzen und einem fein borstig behaarten Rand. Vom Kallus gehen sechs bis acht am Ansatz behaarte lamellenförmige Nebenkalli ab. 
Am Ansatz ist das Labellum direkt mit dem rund 1 Millimeter langen Gynostemium verwachsen. Die freien Staubfäden sind 1 Millimeter, die cremeweißen Staubbeutel 1,5 Millimeter lang. Der cremeweiße Griffel ist 1,5 Millimeter, der schwarz getüpfelte Fruchtknoten 12 bis 18 Millimeter lang. 

## Verbreitungsgebiet
Corsia merimantaensis ist in Papua-Neuguinea auf 2280 m Höhe in Porget, wenige Kilometer nördlich von Wabag, aufgesammelt worden.

## Systematik
Corsia merimantaensis wurde 1972 von Pieter van Royen erstbeschrieben und steht insbesondere Corsia lamellata, Corsia huonensis und Corsia ornata nahe. Sie wird wie diese in der Sektion Sessilis platziert, da das Labellum direkt mit dem Gynostemium verwachsen ist. 